# Interface Control Document
Ein Interface Control Document (ICD), zu deutsch etwa Dokumentation zur Schnittstellenansteuerung, beschreibt, wie eine Schnittstelle eines Systems aufgebaut ist und wie sie angesprochen werden kann. Dabei ist es unerheblich, wie das System selbst funktioniert. Komplexe Systeme lassen sich so modular in Untersysteme zerlegen, die untereinander über festgelegte Schnittstellen miteinander kommunizieren. 
Beispielsweise legt das ICD des Navigationssystems GPS fest, welche Signale ausgesandt werden und wie sie zu interpretieren sind. Das ICD versetzt Hersteller in die Lage, Navigationssysteme zu bauen, ohne dass sie etwas über den Betrieb der Satelliten oder die Erzeugung der Signale wissen müssen.